# Georg Balser

Georg Friedrich Wilhelm Balser (1840)

Georg Friedrich Wilhelm Balser (* 1. April 1780 in Darmstadt; † 5. Januar 1846 in Gießen) war ein deutscher Mediziner und Politiker.

## Leben
Georg Balser studierte ab 1797 Medizin an den Universitäten in Gießen, Jena und Wien. Hier wurde er bei Georg Joseph Beer und Schmid in der Augenheilkunde ausbildet. 1801 wurde er an der Universität Gießen promoviert. Nach einer Tätigkeit als praktischer Arzt in Darmstadt wurde er 1804 ordentlicher Professor in Gießen. Balser wurde 1802 in die Regensburger Freimaurerloge Carl zu dem drei Schlüsseln aufgenommen.
In den ersten beiden Wahlperioden (1820–1824) war Balser Abgeordneter der zweiten Kammer der Landstände des Großherzogtums Hessen. In den Landständen vertrat er den Wahlbezirk Stadt Gießen.

## Familie
Georg F. Wilhelm Balser war der Sohn des Hofmedicus, Hofrates und Landphysicus Theodor Friedrich Ludwig Balser (1732–1804) und dessen Frau Maria Juliane geborene Wissmann. Sein Bruder Friedrich August Balser (1771–1836) wurde Oberkriegsrat in Darmstadt. Georg Balser heiratete am 22. März 1804 in Gießen Sophie Stamm (* 24. April 1784 in Darmstadt; † 28. August 1831 in Gießen). Aus der Ehe gingen elf Kinder hervor, von denen jedoch drei nicht das Erwachsenenalter erreichten. So war Balser u. a. der Schwiegervater des Chemikers Heinrich Will, Großvater des Ophthalmologen Wilhelm Hess (1831–1905) und Urgroßvater des Ophthalmologen Carl von Hess.

## Ehrungen
Balser wurde am 9. Juli 1830 zum Geheimen Medizinalrat ernannt und erhielt im Juni 1832 als Direktor der Akademischen Klinik am Seltersberg am 18. März 1844 das Kommandeurkreuz II. Klasse des Ludewigsordens. 
Zu seinem Andenken stiftete Emilie Wilhelmine Gräfin von Görlitz 1862 die Balserische Stiftung in Gießen.